# 風待ち
『風待ち』（かぜまち）は、日本のロックバンド「GRAPEVINE」の11枚目のシングルである。2001年7月18日発売。

## 解説
- 3ヶ月連続リリースの第2弾。アルバム『Circulator』の先行シングルになった。
- 元々「discord」の直後にアルバムを出す予定だったが、曲そのもののクオリティが高かったため「風待ち」をシングルで出すことになった。

## 収録曲
1. 風待ち(作詞:田中和将/作曲:亀井亨)
前作「discord」とは違い、バラードになっている。亀井によると、デモテープの段階ではギター・ポップのような曲だったらしい。
ドラムはバラバラに録音するという実験的な手法を用いている。
フジテレビ系列の帯バラエティ番組『森田一義アワー 笑っていいとも!』の2001年8月28日(火)放送回で、司会のタモリが歌い方を田中に寄せた「風待ち」のモノマネを披露した。タモリとは同年7月13日に放送されたテレビ朝日系列の歌番組『ミュージックステーション』で対面しているが、その放送回では「風待ち」を歌唱している[1]。
2. So.(作詞:田中和将/作曲:亀井亨)